# Запасы, управляемые поставщиком
Запасы, управляемые поставщиком (ЗУП) (англ. Vendor-managed inventory, VMI) — это ряд бизнес-подходов и моделей, при которых дистрибьютор предоставляет определённую информацию поставщику товара или ряда товаров, а поставщик принимает на себя полную ответственность за поддержание уровня запасов этих товаров на складе или в торговой точке дистрибьютора. Стороны предварительно согласовывают уровень сервиса и размеры запасов. Как правило, в соглашение о введении системы ЗУП (VMI) входит также перенос от дистрибьютора к поставщику ответственности за представленность и мерчендайзинг товара в торговых точках. К двустороннему соглашению между поставщиком и дистрибьютором часто привлекаются третьи стороны — компании, которые занимаются контрактной логистикой по требованию и за счет одной из сторон.

## Преимущества и особенности VMI
Преимущества системы ЗУП (VMI):
- снижение риска дефицита товаров у покупателя;
- снижение уровня запасов у покупателя;
- снижение уровня запасов у продавца.

Подобные преимущества достигаются за счёт увеличения прозрачности запасов во всей цепи поставки поставщика и потребителя, и, таким образом, — возможности своевременного реагирования на изменение спроса за счёт своевременной доставки продукции на каждый склад или в каждую торговую точку клиента. Как правило, поставщик лучше понимает поведение своих товаров на рынке и быстрее реагирует на уменьшение уровня запасов у клиента, чем сам клиент. Поставщик также имеет возможность осуществлять доставку без получения заказа от клиента или предварительного согласования доставки, что при обычной системе пополнения запасов в цепи поставщик—клиент занимает существенное время.
Важной частью подобных сделок является переход от покупателя к поставщику рисков устаревания товара в принадлежащих клиенту точках складирования или продажи. Это осуществляется или путём возврата покупателем поставщику устаревшего товара (обратной продажи), либо путём передачи права собственности на товар в момент его последующей продажи покупателем клиенту или потребителю. Фактически, покупатель только сохраняет товар поставщика, и такая схема работы может быть описана консигнационным соглашением. Особым случаем ЗУП (VMI) является так называемый scan-based trading (SBT), или «торговля, основанная на сканировании». Такой способ предусматривает ответственность поставщика за товар и его запасы у покупателя вплоть до момента сканирования его в момент продажи следующему клиенту.
Эта бизнес-модель успешно применяется компанией Wal-Mart и другими крупными торговыми сетями в их отношениях со своими поставщиками. Поставщики нефтепродуктов используют подобную систему для обеспечения горючим сети автозаправочных станций, которые они обслуживают. Подобная же практика уже достаточно широко используется в России и на Украине ведущими компаниями-поставщиками товаров повседневного спроса (FMCG) в отношениях со своими дистрибьюторами.
ЗУП (VMI) помогает улучшить взаимопонимание между участниками цепи поставок, делает их конкурентоспособными. Использование форматов Electronic Data Interchange, соответствующего программного обеспечения и статистических методов прогнозирования обеспечивает поддержание низких уровней запасов в цепи поставок при одновременном обеспечении высокого уровня сервиса.

## Проблемы и риски VMI
Кроме преимуществ, отмечен также ряд организационных проблем, возникающие в связи с внедрением VMI:
- потеря контроля над запасами (риск ошибки поставщика, который труднее просчитать и проверить);
- демотивация менеджеров по продажам за счёт деградации системы бонусов, зависящих от активности менеджеров по продажам (внедрение системы VMI ликвидирует подобные стимулы);
- сильная зависимость от технической поддержки процесса (в том числе от поставщика системы, реализующей функции VMI);
- риск потери доли рынка за счёт уменьшения текущих запасов (в ситуации, когда полка в точке продажи фактически используется как склад, уменьшение запасов может привести к меньшему объему на полке, что, в свою очередь, приведет к снижению доли рынка).